# José Joaquín Almeida
José Joaquín Almeida (Isla de San Miguel, 1777 - San Juan, 14 de febrero de 1832) fue un corsario portugués que luchó en la guerra anglo-estadounidense de 1812 y en la guerra de Independencia de la Argentina.

## Biografía
José Joaquín Almeida (Almeyda o D'Almeyda) nació alrededor del año 1777 en la isla de San Miguel, Islas Azores hijo de José Almeida y Ana.
Desde muy joven se dedicó al oficio naval. Emigró a los Estados Unidos en 1796, estableciéndose en Baltimore, estado de Maryland, donde obtuvo la ciudadanía, se dedicó al tráfico mercante y algunos años después se casó con la joven Teresa Ana Migran. Pronto sería bien conocido en Baltimore, como Joseph, padre de diez hijos, propietario de una casa en Duke Street y un héroe de guerra.

### Guerra de 1812
Iniciada el conflicto de 1812 con Gran Bretaña, Almeida participó como corsario en la lucha contra los británicos. Actuando con prudencia, reunió 16 inversionistas a los que vendió su goleta Joseph & Mary, de 139 tn, conservando solo una acción. La Joseph & Mary al mando del capitán William Westcott inició un breve corso en el cual fue alcanzada por fuego amigo y tras efectuar solo dos presas (la Piscataqua y una balandra) fue capturada el 25 de noviembre de 1812 cerca de Cuba por la fragata británica HMS Narcissus.
Pese a ese fracaso, que aligeró el haber retenido solo una parte de la nave, Almeida pronto se recuperó con creces.
Como capitán de la goleta Caroline, y posteriormente de la Kemp, Almeida capturó más de 35 buques británicos y obtuvo 300.000 dólares en ganancias netas. Su brillante actuación como marinero y táctico enriqueció también a sus socios financistas y lo convirtió en un héroe de guerra especialmente cuando en el invierno de 1814 la Kemp atacó con éxito un convoy de nueve barcos británicos.
Almeida zarpó con la Kemp a fines de noviembre de 1814 de Wilmington, Carolina del Norte, para efectuar un crucero en las Indias Occidentales. El 1 de diciembre persiguió un convoy de ocho buques mercantes británicos en la corriente del Golfo protegido por una fragata, que se lanzó a su vez en persecución del corsario. A la noche, el Kemp pudo perderla y en la mañana del día 2 regresó sobre los mercantes. Al mediodía del 3 de diciembre encontró a estos formados en línea de batalla, los cuales a las 14 horas se lanzaron en línea sobre el corsario que al paso descargó su artillería en ambas bandas, atacando luego a los demás buques. Tras hora y media todos habían sido rendidos. La Kemp carecía de suficientes hombres para tripularlos todos por lo que eligió cuatro dejando continuar al resto.
En una campaña de tan solo seis días, en el que quizá fue el más audaz golpe dado por un corsario de Baltimore, Almeida había rendido ocho buques sin auxilio alguno, capturado cuatro con cuarenta y seis cañones y ciento treinta y cuatro hombres, los que fueron enviados a Charleston. Una solo de las capturas, el Rosabella de 261 tn con carga de azúcar y café, se estimaba en 300.000 dólares (aunque en ese caso se destruyó al entrar al puerto).
La prensa celebró a su regreso la hazaña y con orgullo Almeida afirmó "Al igual que el gallardo Perry, podemos decir "hemos encontrado al enemigo y son nuestros." La acción del Kemp pasó a la historia naval como uno de los mayores logros de la guerra corsaria en 1812.
En total capturó con la Kemp 11 naves enemigas, entre ellos los bergantines Lady Mary Pelham y Portsea, los navíos Ottawa y Princess, la balandra P. W. Mynes y la goleta 'Resolution.
La captura de un bergantín británico cargado de cientos de esclavos por la goleta de 129 tn Caroline al mando de Almeida motivo una acción judicial que sentó jurisprudencia en los Estados Unidos. Almeida pretendía venderlos considerándolos incluidos en la Prize Act de 1812, pero se opuso el fiscal de distrito de Carolina del Sur Thomas Parker por considerar que asumirlos como una propiedad más contradecía en este caso el Acta de prohibición de importación de esclavos de 1807. Parker sostenía que la venta de los esclavos implicaba de hecho una importación encubierta y solicitaba que se los considerara esclavos de guerra. La causa Almeida v. Certain Slaves, que fue considerada una de las más novedosas e importantes del período fue tramitada ante el juez John Drayton, quien pese a los argumentos del abogado de Almeida Robert Hayne falló en su contra.
Con el Caroline, Almeida hizo 24 presas, entre ellas los bergantines Drake, Abel, Elizabeth, Elizabeth City, Experience, Criterion y Stephen, las goletas Carlscrona, Fanny, Jasper', Jason y Mariner, la barca Joachim y las balandras Eliza, Osiris, Industry, Maria y Peggy.
Tras la guerra se dedicó al comercio con una nueva goleta, la Friends Hope. Encontrándose en Nueva Orleáns tuvo noticias de la expedición española al mando del general Pablo Morillo y queriendo aprovechar las restricciones al comercio en el área se dirigió a Cartagena de Indias, Virreinato de Nueva Granada, para contrabandear. Al arribar a Cartagena en diciembre de 1815 se dejó engañar por el pabellón patriota que aún ondeaba y pese a no ver sospechosamente bloqueo alguno entró a puerto cayendo en manos de las fuerzas españolas. El buque y su carga fueron confiscados y Almeida y sus hombres fueron desnudados, golpeados brutalmente a culatazos y encerrados en una húmeda prisión de Cartagena hasta su traslado en lo que Almeida llamó "la más penosa marcha, durante el cual hemos sufrido más de lo que se puede describir." Los prisioneros, entre ellos la maltratada tripulación, fueron obligados a cubrir a marcha forzada y descalzos las 140 millas que los separaban de Santa Marta, con lo cual varios de los hombres de Almeida murieron.
Si bien pronto fue puesto en libertad y retornó a Baltimore, Almeida quedó sin medios de vida y marcado por la experiencia y el afán de venganza junto al simple deseo de riquezas marcó su carrera a partir de ese momento: "el encono que encendieron en mi los malos tratos y la pérdida de mis bienes privados, llevaron a alistarme en el servicio suramericano".
En Baltimore conoció a Thomas Taylor quien actuaba como corsario de las Provincias Unidas del Río de la Plata y aceptó sumarse a la lucha.
Visitó entonces las oficinas de D'Arcy and Didier, una de las más importantes casas mercantiles de Filadelfia con larga experiencia en la actividad corsaria de 1812, con seis licencias de corso en blanco y una oferta de David Curtis DeForest, un importante empresario estadounidense que vivía en Buenos Aires. Si obtenía el financiamiento necesario, DeForest proveería las comisiones y actuaría como agente en Buenos Aires haciéndose cargo de los trámites de adjudicación de las presas y asegurando con sus contactos la necesaria cobertura legal y política. D'arcy & Didier recibirían como financistas el 50% del producto del remate de las presas y sus cargas, DeForest el 10% y el resto sería para el capitán y su tripulación.

### Provincias Unidas del Río de la Plata
En efecto, el 1 de agosto de 1815 el armador DeForest había solicitado la patente de corso para operar con la General Belgrano, la Tucumán, Criollo de Buenos Aires y Potosí. El 31 de agosto el gobierno concedió la patente que el 30 de septiembre se hizo extensiva a la Congreso de Buenos Aires en reemplazo de la Belgrano.

#### Primer Corso
El 14 de mayo de 1816 Almeida partía de Baltimore al mando de la goleta Congreso, la ex Orb de 165 t de porte y casco forrado en cobre, armada con 7 cañones largos de a 9, uno de ellos giratorio, y tripulada con 75 hombres. La Orb había actuado como corsario en la guerra de 1812 al mando del capitán Robert Hart, armada por la casa D'Arcy and Didier (Henry Didier Jr. y John N. D'Arcy). Frente a las costas de Virginia, Almeida alzó el pabellón argentino al que saludó con una salva de cañones iniciando su primer crucero.
La partida, aunque fue hecha bajo nombre falso, fue detectada por los agentes españoles en esa ciudad, que informaron que planeaba "intentar un golpe sobre Santa Elena para rescatar a Bonaparte."
Pronto la Congreso efectuó sus primeras presas, entre ellas el bergantín San Andrés (21 de junio de 1816, declarado buena presa el 30 de septiembre), bergantín Sereno (24 de junio de 1816), la fragata NS de Gracia (a) la Atrevida (25 de junio de 1816, declarado buena presa el 29 de octubre) y la goleta Leona (25 de junio de 1816, con carga valuada en 200000 dólares, declarada buena presa el 31 de agosto).
En julio de 1816 apareció en el Cabo de San Vicente y el 9 de julio tras abordar un pequeño jabeque y saquear un bergantín cargado de cobre, a los que dejó ir, capturó al bergantín de 75 tn Tres Amigos. El 22 de julio de 1816 tuvo lugar la primera captura en aguas próximas a la bahía de Cádiz: en el cabo de San Vicente Este la Congreso al mando de Almeida capturó la polacra San Francisco que iba rumbo a Cartagena desde Santiago de Cuba. Capturó luego al bergantín León y al Carlota (25 de julio).
Otras presas de la campaña fueron la fragata San Rafael, los bergantines Diamante, Los Dos Hermanos y Carmen, la goleta San Francisco de Paula y el místico NS de los Dolores. Entre junio y septiembre la Congreso junto a otros cuatro corsarios de Buenos Aires hicieron presas por más de 3.000.000 de dólares.
Tras operar un tiempo en aguas de Cádiz, Almeida se dirigió al Caribe, donde realizó numerosas presas e interceptó una importante correspondencia entre las autoridades de México y España.
El 25 de septiembre de 1816 la Congreso regresó a Buenos Aires dando por finalizada su campaña y fue rematado.

#### Segundo Corso
El 18 de octubre Almeida en cabeza de un consorcio de inversionistas de Baltimore representado por Stevenson&Goowdin adquirió la nave en subasta para continuar el corso por su cuenta. De acuerdo a lo solicitado, el 7 de noviembre el gobierno le expidió la patente de corso N° 67 con fianza de Juan Pedro de Aguirre, también propietario de un 20%.
Se conserva la "patente de corso contra la bandera española" autorizada por el "Director Supremo de las Provincias Unidas de Sudamérica" a "la goleta de guerra del Estado, nombrada el Congreso, su capitán don José Almeida; dada en Buenos Aires a 7 de noviembre de 1816", con firma de Juan Martín de Pueyrredón y Juan Florencio Terrada, secretario interino.
Solicitó entretanto la ciudadanía pero Pueyrredón se la negó el 25 de octubre de 1816 afirmando que la patente de corso era suficiente a los efectos de acreditar que actuaba al servicio de la nación y no como mero pirata.
Finalmente, Almeida partió a mediados de noviembre al mando de la goleta Congreso para realizar una segunda campaña en el mar de las Antillas y especialmente en la isla de Cuba, que mantenía entonces un activo comercio con España.
Como parte de su misión llevó deportado por orden de Pueyrredón al coronel Manuel Dorrego a Estados Unidos, pero hallándose enfermo y a su pedido lo trasladó a la goleta apresada San Antonio en las inmediaciones de Cuba.
En solo diez días hizo 16 presas y si bien no siguió a ese ritmo la campaña de cuatro meses en esas aguas le dio grandes ganancias. Entre las presas se encontraban el bergantín San Antonio de Padua, capturado el 28 de enero de 1817 con carga de azúcar, tabaco, pañuelos de seda (quemado), la goleta Nueva Catalina, el bergantín San Antonio Abad (19 de febrero), de Veracruz y en lastre, incendiado, el bergantín Paz capturado el 24 de febrero en viaje de Sisal a Habana, el bergantín San José, de La Habana a Campeche, con carga de brandy y vino y las goletas María y Ardilla (con carga de zarzaparrilla y 2000 dólares, incendiada).
Respecto de la goleta Nueva Catalina, capturada el 9 de febrero de 1817, al intentar represar esta última el bergantín de guerra español Fernando VII, Almeida lo enfrentó pese a la clara inferioridad en potencia de fuego en que se hallaba hasta que consideró que se había puesto a salvo la presa. No obstante, en la noche fue recapturada por el bergantín corsario español Campedor. Almeida atacó al Campedor que finalmente se retiró. Recuperada la Nueva Catalina, Almeida la hizo incendiar ante el estado en que se encontraba tras la lucha.
En 1817 Almeyda solicitó un intercambio de prisioneros a las autoridades de La Habana. Adujo que si no se llevaba a cabo y el gobierno castigaba a los insurgentes, harían lo propio con los españoles. El embajador español en Washington, Luis de Onís, el 30 de marzo de 1817 informaba al secretario de estado Pedro Cevallos Guerra que el 26 de febrero: 

se han presentado nueve buques armados delante de aquel puerto [Santiago de Cuba], y que por medio de un capitán americano que venía de Cartagena a Cuba, habían intimado al gobernador de aquella plaza, que le entregase 30 prisioneros que pertenecían a los insurgentes, y que según me persuado serán anglo americanos tomados en uno de los piratas que se han apresado en aquel puerto, en la inteligencia de que si no se los entregaban, desde luego ahorcarían a la vista del fuerte todos los españoles que traían consigo, y todos los que cogiesen en lo sucesivo. Que el gobernador no solo ha rehusado de entregarlos sino que los ha hecho marchar para La Habana, añadiendo que sólo aquel jefe tenía facultad para canjearlos, que los insurgentes en consecuencia de esta repulsa bloquean el puerto, que ya han echado a pique una pequeña goleta, que quería salir de él, que amenazan de atacar la plaza, que el gobernador ha hecho redoblar las guardias, que hace girar patrullas toda la noche para impedir un desembarco, que la ciudad se halla conmovida.

Desde enero de 1817 el embajador Onís empezó a plantear sus reclamos ante James Monroe, entonces a cargo de la Secretaría de Estado, haciendo hincapié específicamente en Almeida. 
Onís presentó testimonios de varias capturas efectuadas en los primeros meses del año, entre ellos el de dos marineros que testificaron que el 15 de marzo cerca de La Habana disparó y abordó un bergantín británico.
Monroe fue elegido presidente y cuando en marzo de 1817 Almeida arribó a Baltimore fue de inmediato procesado por el fiscal del estado de Maryland Elías Glenn por infligir las leyes de neutralidad, pese a los reclamos del embajador Onís ante Richard Rush, en ese momento a cargo de la Secretario de Estado, para juzgar a Almeida por piratería y seguir un proceso ejecutivo.
El 28 de marzo Almeida se presentó en la corte defendido por el brigadier general William Henry Winder y Walter Dorsey, juez de la corte del condado de Baltimore.
El argumento de la defensa era simple: la Congreso no era un buque norteamericano sino de las Provincias Unidas, su propietario (Aguirre) era ciudadano de las Provincias Unidas y también Almeida, lo que en realidad era falso, y Baltimore no era base del corsario sino solo un puerto seguro. Si bien el juez James Houston no creía en privado en la veracidad de los argumentos y bromeaba incluso ante los cambiantes nombres anglosajones de la lista de tripulantes, desestimó por pruebas insuficientes la causa y ordenó restituirle su nave.
Como John Quincy Adams observó el negocio del corso "había infectado a casi todos los oficiales de los Estados Unidos en el lugar." Según Adams, el fiscal del distrito, Elías Glenn, además de ser "un hombre débil, incompetente" tenía "un hijo involucrado en el negocio con los corsarios". El jefe de correos, John Skinner, había sido "acusado de estar implicado en los corsarios piratas", el recaudador de aduanas , James McCulloh, fue "un entusiasta de los sudamericanos, y fácilmente engañado por bribones", los inspectores "tenían la costumbre de recibir regalos de los comerciantes importadores", etc.
Respecto de los jueces, Adams afirmaba que tanto el juez de distrito James Houston como Gabriel Duvall, juez de la Corte Suprema de Justicia que actuaba como juez de circuito de Baltimore, eran "hombres débiles e ineficientes, a los que William Pinkney, abogado de los piratas, dominaba como un capataz de esclavos."
Sin embargo, aunque era difícil el éxito en la lucha contra los corsarios en una ciudad donde la actividad involucraba a muchos de sus principales vecinos, Zamorano y los restantes agentes españoles además de presionar a las autoridades y funcionarios judiciales, seguían la pista de los efectos robados para embargarlos e incentivaban a los abogados del foro local ofreciéndoles el 10% de los embargos hechos efectivos.
Onís no se resignó al fallo y con la ayuda de su cónsul en Norfolk, Pablo Chacón, y en Baltimore, Joaquín Zamorano, quienes reunieron declaraciones juradas de varios de ex prisioneros de Almeida, envió una nueva petición al secretario Rush. Considerando que las autoridades federales no reaccionaban con suficiente rapidez, Onís se dirigió a las autoridades del estado de Maryland consiguiendo que un juez de paz hiciera arrestar a Almeida bajo cargos de piratería.
Almeida fue nuevamente representado por Walter Dorsey, esta vez en la misma corte en la cual normalmente presidía como juez. Contra lo esperado, la defensa de Dorsey se basó en una interpretación estricta del alcance de su propia corte para juzgar el caso, presentando un recurso de habeas corpus sobre la base de que la detención de Almeida por las autoridades estatales violaron la Constitución de los EE. UU. al ser la piratería era un delito federal. Dorsey argumentó que un estado no podía ejecutar las leyes penales federales pese a que la Ley de la Judicatura de 1789 en su sección 33 lo autorizaba. Sin embargo el argumento fue atendido y el juez Theodorick Bland declaró inconstitucional la detención y ordenó la libertad de Almeida. Bland mismo estaba involucrado en el negocio del financiamiento de la actividad corsaria a través de su cuñado, el jefe de correos Skinner, y estuvo a punto de ser juzgado por ello.
Nuevamente Onís suplicó a Rush remitir el asunto al Presidente. El 21 de abril de 1817, solo una semana después de su liberación, Almeida fue detenido bajo los mismos cargos, esta vez por las autoridades federales en virtud de una orden judicial obtenida directamente del juez Duvall. Almeida pagó la fianza quedando en libertad. El 6 de mayo Zamorano informaba confiado a Onís que finalmente se formaría causa criminal contra Almeyda y contra Chase, capitán del Potosí. El 8 de mayo bajo a presidencia de Duvall se reunió el jurado del Tribunal de Circuito de Estados Unidos, en Baltimore. Después de lo que Duvall consideró una investigación "completa y detallada acerca del fondo del asunto, el tratado entre Estados Unidos y España, la Corte dispuso absolver al acusado." Duvall creía que se habían "aclarado los puntos de la caso de la manera más capaz, luminosa e impresionante."
Mientras el 23 de mayo el cónsul español en Norfolk informaba al gobernador de Cuba Eusebio Escudero que Almeida había sido puesto en libertad "pese a los esfuerzos que hice para lograr la ejecución de ese pirata", Onís negociaba una solución definitiva con Adams, aprovechando las negociaciones por el territorio español de la Florida.
Pero Almeida no esperó a ser nuevamente detenido y trabajando a marcha forzada para alistar su nave y tripulación volvió a partir rumbo a Cádiz, o en palabras del embajador español "aprovechó el primer viento favorable para hacerse a la mar y continuar con gran furia sus atrocidades".
Su tripulación era básicamente extranjera. En su campaña de 1817 iban a bordo 22 ingleses, 17 norteamericanos, 9 porteños, 7 irlandeses, 6 franceses, 3 suecos, 1 portugués de las Islas Azores, 2 españoles, 2 italianos, 2 mallorquines, 1 de Cartagena de Indias, 1 holandés, 1 de Indias Occidentales.
Ya operando nuevamente frente a las costas españolas, el 12 de septiembre de 1817 enviaba una carta al presidente del Consulado de Cádiz donde aformaba que "Si el gobierno español hubiese obrado conmigo conforme lo exige la recta razón y derecho de gentes y al mismo tiempo los españoles reconocieran la independencia de Buenos Aires, jamás tomaría las armas contra su nación. Por lo que respecta a mi persona me trataron en Cartagena del modo más inicuo, se apoderaron de mi bergantín, me trataron tanto de palabra como de obra, en fin me desnudaron ¿puede darse mayor vileza?".
En esta fase de la campaña de 1817 fueron capturados entre otros buque fragatas Mariana (a) La Veloz (13 de octubre), Diana (a) El Pájaro (3 de diciembre), San Rafael (a) La Industria, San Felipe, los bergantines San José (a) Tenerife, Santa Cruz (3 de julio), San Francisco de Paula, La Hermosa María (a) La Economía (4 de octubre), la polacra San Francisco de Asís y la goleta San Román.
El área principal de actuación de Almeida y muchos otros corsarios iba desde las Azores por el oeste hasta el cabo Creus por el este, desde las Canarias por el sur y la cornisa Cantábrica por el norte, y acotando aún más, entre el cabo San Vicente, la costa norte de Marruecos y la embocadura del estrecho de Gibraltas, o lo que es lo mismo el golfo de Cádiz: de 303 capturas documentadas, 178 fueron en el golfo.
Caducado el plazo de su patente, el 24 de noviembre de 1817 el Congreso arribó a Buenos Aires "procedente del crucero de Canarias, de donde salió el 18 de octubre último, al mando de su capitán Don José Joaquín de Almeyda, con 9 cajones de correspondencia quitada al enemigo, a la consignación de Don Juan Pedro Aguirre".
Solo en 1817 reconoció 167 buques de todas las banderas y apresó 24 de ellos que identificó como españoles, mandando 7 a Buenos Aires y otros a Estados Unidos.

#### Campañas delLuisa
Rematada nuevamente en Buenos Aires, la Congreso fue adquirida por Almeida y armada por Juan Pedro Aguirre, esta vez con patente de Chile, para actuar en el Pacífico. Almeida, no obstante, dejó la operación en manos de Aguirre y partió a Estados Unidos.
No obstante seguiría operando. 
En febrero de 1818 Onís recibía la representación documentada de Rafael Guesala sobre el apresamiento de la fragata la Industria (a) La Rafaela, ingresada en Portland, y del bergantín Tenerife a la altura de Palma por el Congreso, así como del bergantín Sereno, con carga de azúcar, ingresado en Baltimore.
Finalmente capturó la fragata Diana que decidió conservar. Tras vender su carga en las Azores, siguió al puerto de Juan Griego en la Isla Margarita donde la nave fue juzgada buena presa y comprada por Almeyda que la rebautizó Luisa Cárceras (Louisa), procediendo luego a conducirla a los astilleros de Fells Point para su alistamiento.
Para evitar la detención, el Luisa navegó al mando de uno de los oficiales de Almeida, Esdras Drew, haciéndose pasar por un mercante con un cargamento de cueros. La situación en los puertos estadounidenses empezaba a tornarse peligrosa. La administración de Monroe, aunque interesada en apoyar a las nuevas repúblicas de América del Sur, rehuía el reconocimiento formal por temor a un conflicto mayor con España y sus aliados europeos y encaraba a través del secretario de Estado John Quincy Adams una negociación con el ministro español Luis de Onís por el territorio de la Florida y partes de Texas. En esta negociación, así como en una incesante correspondencia, el embajador Onís protestaba constantemente por lo que percibía como los esfuerzos de Estados Unidos para desestabilizar a las colonias españolas al permitir que las flotas de piratas actuaran desde Baltimore y Nueva Orleans contra el tráfico de las colonias. Monroe decidió presionar a los jueces de distrito para que negaran a los corsarios puerto seguro en Baltimore y, finalmente, le solicitó al Congreso prohibir la presencia de buques extranjeros armados en ese puerto. En igual sentido, el Congreso modificó la legislación vigente para que pudiera procesarse por piratería a "todas las personas" que se encontraran en territorio de los Estados Unidos, independientemente de su nacionalidad, quitando a los corsarios una de sus principales defensas, "por ciudadanía extranjera".
Almeida, sin embargo, no se desanimó. Arribó al puerto de Baltimore sin llamar la atención, depositó el dinero del crucero, visitó a su familia, y sigilosamente equipó al Luisa para su crucero inaugural como piloto privado.
Cuatro meses después, el 1 de agosto de 1818, el Luisa con su casco pintado de negro y una franja blanca a la altura de la línea de cañones fondeo frente a Fort McHenry iniciando el embarque de las provisiones y los hombres, la mitad de los cuales habían sido contratados por $16 al mes para efectuar un viaje a la costa noroeste de América. 
A los cuatro días de partir el Luisa ancló en la desembocadura del río Patuxent, debajo de Calvert Cliffs, para transbordar 6 cañones de a 18, 26 fusiles, 18 pistolas, 17 sables, 30 barriles de pólvora y munición.
A los quince días, ya en alta mar, Almeida les anunció su verdadera misión y exigió que firmaran nuevos artículos corso.
Pero para pocos era una sorpresa. Antes de partir Almeida comentó a periodistas del Niles'Weekly Register que planeado un viaje al Pacífico a través del cabo de Hornos para pescar focas pero cuando se le señaló la cubierta despejada de todo lo necesario para esa tarea, bromeó que lo haría con "16 cañones de grueso calibre y 101 hombres".
Así, el artículo del Nile's Weekly Register del 5 de septiembre de 1818 diría "Existe un barco conocido bajo el nombre de Luisa al mando de José Almeyda, con rumbo al Cabo de Hornos, en viaje de pesca de focas! [sic]. Lleva 16 grandes cañones y 101 hombres, y llevará a cabo, sin duda alguna, grandes hazañas en las costas del Perú (...) El capitán Almeyda tiene cuentas pendientes con los españoles, por el trato recibido en Cartagena, cuando, tiempo ha, estuvo allí con propósitos comerciales, y se desagraviará lo más pronto posible".
Sin embargo, algunos de los tripulantes se negaron a firmar los artículos del corso considerando que ya en el mar su poder de negociación era lo suficientemente fuerte para forzar una mayor participación en los beneficios. Pero Almeida hizo llamar a todos los hombres a cubierta, ordenó cerrar las escotillas, y armado con un puñal en la mano derecha y una pequeña hacha en la izquierda, dijo que quien no estuviera satisfecho podía volver con el primer buque neutral que se abordara pero que hasta ese momento permanecería con cadenas en el hoyo de carbón que había sido preparado como una prisión. Solo nueve hombres se mantuvieron en la negativa. Almeida golpeó en su cabeza con el ojo de su hacha a uno de ellos y fueron encerrados.
Resuelto el principio de motín, el Luisa navegó por el Océano Atlántico. El 7 de agosto de 1818, a nueve leguas de La Coruña en la costa noroeste de España, Almeida divisó un bergantín de bandera británica, por lo que ordenó izar igual bandera en el palo de mesana mientras se acercaba al buque, que finalmente alzó bandera española. Cuando estuvo al alcance de sus cañones, Almeida izó los colores de las Provincias Unidas del Río de la Plata y el bergantín se rindió. Se trataba del Arrogante Barcelonés, que regresaba de Caracas con un rico cargamento de café, índigo, ron, algodón, cobre, 50000 dólares en cacao y más de 150000 en especies. El bergantín mismo era un excelente navío y Almeida resolvió hacerse cargo él mismo del buque y llevarlo a la Isla Margarita para presentarlo ante el Tribunal de Presa. A cargo del Luisa dejó a su primer teniente, Smith.
Mientras Almeida navegó sin inconvenientes y logró que el tribunal declarara buena presa, a bordo del Luisa estalló un nuevo motín liderado por el artillero George Clark. Los amotinados tras encerrar a los oficiales en el castillo de proa iniciaron uno de los cruceros piratas más violentos de la historia americana. Declarando la "guerra con todas las naciones" saquearon buques británicos, estadounidenses, rusos, franceses y de otras banderas. Saquearon las islas de Maio y Boa Vista en el archipiélago de Cabo Verde, cometiendo numerosos asesinatos. La Marina británica envió al HMS Lee, de 22 cañones, para atraparlo suponiendo que Almeida estaba aún al mando del Luisa. Sin embargo fueron los estadounidenses con la cooperación del propio Almeida quienes lograron detenerlos y sus líderes, George Clark y Henry Wolf, fueron ahorcados.

#### ElArrogante Barcelonés
El 8 de noviembre de 1818 Almeida saqueó la goleta inglesa Sir Thomas Hardy. Según declararía el agente de Lloyd's en Madeira, "el pirata abordó al Sir Thomas Hardy con bandera azul, blanca y azul a fajas horizontales, que jamás arrió. Ellos no se decían insurgentes, y sí descaradamente afirmaban que estaban en guerra con todas la naciones". Seguidamente, los hombres del corsario "destrozaron el aparejo y pusieron grilletes a los pasajeros, los encerraron y lastimaron, vejaron y matrataron hasta descubrir que no tenían posesiones de valor".
El 13 de diciembre de 1818 capturó y saqueó la corbeta San Anselmo, armada con 32 cañones y 200 tripulantes.
Almeida regresó a Baltimore pero esta vez su presencia no paso inadvertida. 
El nuevo cónsul español Juan Bautista Bernabeu contrató a John Purviance, un destacado abogado y amigo del presidente Monroe, para reclamar el Arrogante Barcelonés en nombre de sus propietarios.
Purviance presentaría ante el juez, nuevamente James Houston, esencialmente el mismo argumento: el Luisa era un buque americano y equipado en los Estados Unidos para operar en corso contra España, en violación de las leyes de neutralidad. Almeida, representado por el general de brigada William Winder, insistió también en que las leyes de neutralidad no se violaron porque el Luisa era un buque extranjero, encargado, propiedad, y equipado en las Provincias Unidas del Río de la Plata, nación soberana en guerra con España.
Esta vez Almeida agregó que había comprado de buena fe el Arrogante Barcelonés tras la condena legal en el Tribunal de Presas de Isla Margarita. A diferencia del fiscal Glenn, Purviance estaba resuelto a agregar pruebas a la causa y se las arregló para prolongar el proceso hasta que pudo obtener declaraciones de testigos como el teniente de Smith.
Mientras Almeida pudo liberar al Arrogante Barcelonés mediante una fianza de 9106 dólares y en pocas semanas ya estaba listo para zarpar con una carga de pan previamente acordada con la aduana de EE. UU. para su envío a Margarita.
Cuando Bernabéu se enteró recurrió al fiscal de distrito Glenn quien a su vez exigió explicaciones al responsable de la Aduana James H. McCulloh, quien respondió que había mantenido el buque "bajo la inspección constante de un oficial", que estaba ahora "preparado para navegar con el mismo armamento individual que había traído"' y que "si usted Glenn sabe de algo en ese procedimiento contrario a las leyes, tendré mucho gusto en que me lo diga para corregir mis errores." Glenn presentó entonces una nueva denuncia contra el bergantín de Almeida por violación de las leyes de neutralidad.
Almeida, cansado de los tribunales y ya sin la protección que en su momento le otorgaban los financistas del Congreso, viajó a Washington y visitó al Secretario del Tesoro William Crawford, tratando de persuadirlo de que recomendara a Glenn suspender sus actuaciones. Pese a la irregularidad del planteo, Crawford en vez de rechazarlo lo envió a ver al secretario de Estado Adams.
Algunos suponen que fue una broma de Crawford ya que se sabía en el gabinete de Monroe la aversión de Adams a los que llamaba "piratas corsarios de Baltimore" y a los que había denunciado en muchas ocasiones como una "abominación".
Almeida se presentó ante Adams sin anunciarse y contra lo esperado hablaron largo y tendido sobre la vida de Almeida, sus hazañas recientes, y sus problemas legales. Adams grabó el encuentro en sus memorias, y aunque él calificó como la brújula moral de los corsarios a la de los comerciantes de esclavos, encontró a Almeida interesante, y lo describió como un bruto ("rough")
Adams se negó a recomendar la suspensión de la causa, explicando que no podía dar la versión de Almeida de los hechos por sentado e interferir con el caso. Almeida aceptó y se marchó "sin ninguna apariencia de mal humor."
El destino quiso que Glenn se viera obligado a retirar la acusación de todos modos: el juez Houston enfermó gravemente lo que retrasó el procedimiento hasta que finalmente se suspendió. El Arrogante Barcelonés fue puesto en libertad, y Almeida era finalmente libre para entregar su "carga de pan."
Sin embargo la causa de Bernabeu continuaba. Al no recuperarse Houston, fue designado en su reemplazo Theodorick Bland, quien ante las sospechas de connivencia con los corsarios y sus financistas y aprovechando que Almeida en esta ocasión no contaba ya con respaldo empresarial, ordenó inmediatamente la restitución del navío a sus dueños españoles. No obstante la decisión fue apelada y su ejecución suspendida hasta que la apelación final fue decidida por la Corte Suprema de Estados Unidos en 1822.
En el Tribunal Supremo, el defensor de Almeida, Winder, sostuvo que "una sentencia de condena por un tribunal competente [el Tribunal de Presas de Venezuela] es concluyente" y que la Corte Suprema estaba obligada a cumplirlo. El abogado de España, David Hoffman, futuro profesor de derecho de la Universidad de Maryland y autor de un tratado que sería usado como base para el plan de estudios de la Escuela de Leyes de Harvard, insistió en que independientemente de si un tribunal de presas de Venezuela era competente para juzgar buena presa la captura de bienes españoles en nombre de Buenos Aires, la verdadera cuestión era si "la posesión había sido adquirida por medios ilícitos en relación con este país": si Almeida podía dotarse de armas, municiones y tripulantes estadounidenses para atacar buques españoles sin obtener una condena formal, "toda la legislación sobre el tema de la neutralidad sería una solemne burla." En su dictamen, el juez Guillermo Johnson anunció que Almeida no podía "reclamar un derecho que brota de su propio mal" ("claim a right springing out of his own wrong").

### Wilson
Pronto se asociaría con otro corsario, el capitán George Wilson, quien una vez se jactó de que su barco era tan rápido que las fragatas del "imbécil gobierno español" ni siquiera se molestaban ya en perseguirlo y que ante su "apatía" el "tomaba los buques ante sus ojos." Corsario durante la Guerra de 1812, posteriormente prestó sus servicios a Buenos Aires y actuó contra los barcos españoles con atrevimiento y valentía. Encontró en Almeida un espíritu afín cuando se conocieron en la isla de Margarita en junio de 1819 mientras el caso del Arrogante Barcelonés estaba aún pendiente de apelación. La comisión de Wilson para el corso había expirado, y su barco, el Julia DeForest, estaba en subasta.
Almeida y Wilson formaron sociedad. Almeida adquirió el Julia DeForest para actuar bajo la bandera venezolana, renombrándola la Almeyda. Por su parte, el Arrogante Barcelonés fue rebautizado Wilson y obtuvo una nueva patente bajo el nombre de un oficial de Almeida, Ivory Huntress. Wilson recibiría el Almeyda, y Almeida recibiría el Wilson. El objetivo de confundir a las autoridades españolas y estadounidenses tuvo éxito.
Ambos zarparon de Margarita en agosto de 1819. El Emily un mercante al mando del capitán Spilman que navegaba con cargamento a Alexandria, Virginia, se encontró con el bergantín Wilson. Almeida abordó al Emily y después de cerciorarse de que era un buque americano, lo dejó seguir. Al poco andar, una goleta con 23 cañones detuvo al Emily de nuevo, esta vez fue el Almeyda, y el capitán Wilson subió a bordo. Esta vez decidió que el cargamento de azúcar, café y cueros debía ser español, por lo que se apoderó de ellos.
La Almeyda tuvo luego un encuentro con la nave de guerra española Leignora del Carmen de 16 cañones y tripulada por 130 hombres, incluyendo tropas de línea de Veracruz. Con serios daños Wilson consiguió retirarse a Norfolk y en el camino capturar el bergantín Rayo.
En Norfolk, Almeida y Wilson fueron bombardeados con demandas promovidas en noviembre de 1819 por Bernabeu por medio de David Hoffman.
Almeida debió enfrentar un nuevo problema legal en Virginia. El fiscal Robert Stannard lo demandó por haber faltado al estatuto de Virginia que prohibía la introducción de negros y mulatos libres en el estado. El comandante de la Wilson, Ivory Huntress, había desembarcado en las costas de Virginia 3 marineros negros y ahora se lo acusaba de "importación". El general Robert Taylor, quien comandara heroicamente la milicia de Virginia durante la guerra de 1812, defendió a Almeida haciendo hincapié en que eran marineros libres de un buque extranjero, pero el juez Nathaniel Beverley Tucker falló en contra ordenando confiscar el buque y su carga.
En la apelación, el juez John Marshall tras aceptar la constitucionalidad de la norma del estado de Virginia, determinó que el Wilson no había faltado a ella y que el desembarco de marineros no podía considerarse una importación, especialmente cuando era voluntad de la nave reembarcarlos, lo que no tuvo ocasión de hacer. Por otra parte consideraba que el estatuto hablaba de "negros y mulatos" y en la causa se hablaba de un genérico "personas de color", otra "clase de personas". Así, si la Wilson no había violado la prohibición de Virginia tampoco había violado la ley federal.
Cuando el juez de distrito Nathaniel Tucker enteró de que su fallo había sido revocado por el juez Marshall, señaló con amargura que el bergantín Wilson estaba ahora "en libertad y activo" y que "efectúa su crucero frente a nuestras costas, desde Virginia a Carolina del Sur y Georgia, según puede verse en los periódicos." En efecto, una vez liberado de la custodia federal, el Wilson se puso en movimiento y ahora los periódicos cubrían cada movimiento de Almeida. Renombrando al buque Bolívar y con patente de Colombia y de Gervasio Artigas se embarcaron en julio de 1820 en una campaña corsaria aún en aguas de Estados Unidos.
Acusado de abordar un buque español, el Santiago, frente a los cabos de la bahía de Chesapeake, a 6 millas de la costa y dentro de los límites de los Estados Unidos, tomar 5000 dólares en mercadería perteneciente a comerciantes de Baltimore, forzar a ocho tripulantes a pasar a su servicio y huir de los Estados Unidos, intervino nuevamente el Tribunal Supremo sentando jurisprudencia y el presidente Monroe debió movilizar sus fuerzas navales, manteniendo atento al público con los periódicos despachos desde Savannah, Georgia hasta Portland, Maine.

### Últimos años
Hacia fines de la segunda década del siglo XIX ya había finalizado la piratería en el Mar Caribe, pero Almeida seguía operando en ocasiones a través de terceros, ya que el mismo llegó a ser en la década de 1820 miembro del consejo de gobierno de la isla sueca de San Bartolomé, en su carácter de comerciante establecido y respetable.
En 1827 el corsario de Almeida Pichincha al mando del capitán Andersen y bajo bandera colombiana efectuó varias presas españolas en aguas de las Islas Canarias, entre ellas la goleta española Antonia (Antonio Perdomo) capturada en marzo, pero pronto cambiaría de destino.
Al iniciarse la Guerra del Brasil que enfrentó a la República Argentina con el Imperio del Brasil por la liberación de la Banda Oriental, Argentina reemprendió la actividad corsaria forzada por la enorme superioridad de la armada imperial.
Almeida consiguió obtener patente de corso para el Pichincha del cónsul en los Estados Unidos, el cual "parece que tiene algunas patentes firmadas en blanco, como también se hallan habilitados otros varios, y de este modo los traen locos a los barcos mercantes de las costas del Brasil" y así inició su último crucero bajo pabellón y con patente de Buenos Aires rumbo a las costas del Brasil, donde apresó un bergantín y dos sumacas portuguesas que transportaban 250 negros.
Almeida conservaba aún intereses en los Estados Unidos y es posible que allí permaneciera su familia. El 21 de abril de 1827 se presentaba una acción judicial en la corte del condado de Baltimore caratulada "José Almeida y Teresa Almeida vs Joseph Michael Magan. Fideicomiso de Teresa Almeida - lotes en Duque Street"

#### Captura delPichincha
Tras capturar los buques portugueses regresó a la isla de San Eustaquio, isla caribeña próxima a Puerto Rico. Allí se encontraba Almeida, quien pensaba licenciar a la tripulación del Pichincha y efectuar una nueva leva: "en la misma isla de San Eustaquio habita el principal dueño y armador del buque, que es el detestado Almeyda, harto conocido por sus piraterías y conducta criminal sobre nuestras costas, y que en la misma isla de San Eustaquio parecía tener fijado su apostadero".
Almeida también pensaba vender a los esclavos portugueses e incluso a los negros libres que formaban la tripulación de los buques capturados, todo lo cual era expresamente prohibido por las leyes argentinas y su reglamento de corso, que incluso desde las campañas de la independencia obligaba a liberarlos.
Mientras la mayor parte de la tripulación había sido licenciada o permanecía en tierra, a bordo quedaron el capitán y cinco de sus oficiales y tripulantes con 19 marineros negros portueses que llevaban ya unos tres meses a bordo y el español José de Vera, un práctico de mar alcohólico natural de Santa Cruz de Tenerife conocido como el Isleño, se dedicaba a la trata de negros en San Eustaquio y se acababa de sumar a la nueva tripulación.
Los negros, descontentos con la decisión de Almeida, querían tomar la nave y escapar pero precisaban quien la pilotease, a lo que Vera se ofreció, acordando repartirse el resultado de la venta del buque.
El 26 de diciembre de 1827 se produjo el motín. En la acción uno de los amotinados y dos de los tripulantes fueron muertos. El capitán, con tres heridas en la cabeza y un brazo roto, y los tres sobrevivientes que le respondían se encerraron en la cámara para defenderse con las armas de fuego que allí se guardaban pero los amotinados arrojaron baldes de agua hasta mojarles las armas y la pólvora. Vera amenazó entonces con bloquear la salida y hacer volar la santabárbara consiguiendo que se rindiesen.
Tras apoderarse del buque, cortaron los cables abandonando el ancla y pusieron rumbo a Puerto Rico. Al pasar junto a la isla de San Tomás y sin detenerse dejaron a los prisioneros en el bote.
Vera se justificaba por no entregarlo afirmando que el capitán le había pedido que no lo condujese a Puerto Rico afirmando que estaba juramentado a no tomar las armas contra España: había sido prisionero en el corsario Anguilita y conducido a esa plaza donde juró no volver al servicio de Colombia.
En Puerto Rico, Vera no tardó en cambiar su historia: había sido víctima de los corsarios, capturado en la Antonia donde era contramaestre y forzado a servir en la nave de Almeida. También traicionó a sus compañeros: en las actuaciones iniciadas por las autoridades para resolver sobre la presa "Don José Vera, vecino de Santa Cruz de Tenerife, Práctico de mar" solicitaba "que se le aplique el haber íntegro del bergantín corsario titulado Pichincha apresado en la rada de San Eustaquio por dicho Verá y varios negros portugueses libres y esclavos".
Si bien algunos afirmarían que Almeida fue capturado en esa oportunidad no fue así. El mismo Vera afirmaba que de haber contado con algunos hombres blancos se hubiera atrevido a capturar a Almeida en la isla.

#### Prisión y muerte
La verdadera oportunidad y circunstancias de la captura de Almeida son confusas. En 1829 la prensa de Cádiz publicaba que "Por el bergantín Actress que llegó de Nueva York el 6 de febrero se recibieron noticias de que el Patriot, pirata de Buenos Aires, quedaba asegurado en la plaza de San Juan de Puerto Rico, después de haber hecho un crucero de 6 meses en que había sido apresado por 6 buques españoles. El 10 de enero último se separaron del Patriot los dos tenientes primeros con 20 hombres de la tripulación y no volvieron más a su bordo, y dos días después se amotinó su tripulación contra el capitán (Almeida) y se dirigió con el buque a San Juan donde le entregó a las autoridades juntamente con el capitán: este último fue conducido al Morro donde se le tiene bien custodiado, y la tripulación fue puesta en libertad."
Permaneció prisionero mientras se desarrollaba su juicio: "Existía preso en el Castillo del Morro el corsarista José Almeyda, a quien seguía causa el Tribunal de Marina, por los varios y atroces actos de piratería de que estaba acusado, y reclamado por los gobiernos inglés, francés y portugués."
Finalmente fue sentenciado a muerte por el Consejo de Guerra y aprobado el fallo en La Habana por el Tribunal Superior. El 13 de febrero de 1832 hizo testamento y a las 11 de la mañana "fue pasado por las armas aquel reo el 14 de febrero de 1832, a las inmediaciones del Castillo donde se hallaba preso, después de habérsele dado los socorros espirituales, que exigen la religión y la caridad cristiana."
Al momento de su ejecución contaba con 55 años de edad.
Manuel Alonso, quien lo conoció en su prisión, lo describe como "un hombre de estatura más que mediana, vestido de blanco con ropa de tela muy fina que se reducía a camisa y pantalón, y llevaba una pesada barra de grillos que suspendía, con la mano izquierda, por unos cordones, que se ataban por el otro extremo en dicha barra, para poder caminar. Aquel hombre era de muy buenas formas, más bien grueso que delgado, ancho de hombros, de color muy blanco, ojos azules, pequeños y muy expresivos, cabello rubio, oscuro y rizado, que le caía sobre la nuca, con una dentadura y unas manos que pudieran envidiarle algunas señoras."
También afirma que Almeyda era natural de Lisboa, de una familia distinguirla y que su instrucción era más que mediana.
Sin embargo, John Quincy Adams, quien lo conoció en Estados Unidos, lo describió como "un rústico y jovial lobo de mar que no sabe leer ni escribir".
Si bien se conservan cartas suyas, entre ellas las que dirigió al Diario Marítimo de Cádiz sobre capturas realizadas con la Congreso en aguas de esa ciudad en 1817, es posible fuera analfabeto ya que todas sus carta en apariencia autógrafas hay notables diferencias entre sus firmas incluso en las de una misma campaña.
Otros afirmaban que "habla inglés con bastante propiedad, su estatura mediana y de un mirar malicioso.
Su larga carrera convirtió a Almeida en leyenda. Una de las historias relataba que mientras se encontraba en la isla de Curazao, Almeida se enamoró de una mujer casada. Tras una campaña el mismo día en que regresó a la isla murió el esposo, con lo que Almeida se casó con la mujer y se la llevó en su barco pero murió herida de bala en el primer ataque. Almeida la hizo embalsamar y sepultó "su tesoro" en una isleta desolada cerca de Puerto Rico, visitándola cada mes. Tras su muerte, su segundo y algunos de la tripulación marcharon en busca del tesoro, que suponían joyas y oro. Al desenterrar la primera caja de cobre que encerraba el ataúd, lucharon por el botín hasta que el sobreviviente abrió la caja y ante el cadáver embalsamado huyó aterrorizado al caer de un precipicio. Otros tripulantes descubrieron luego la escena y transportaron el cuerpo de la mujer a St. Thomas para darle sepultura.
La leyenda afirma que años más tarde un ingeniero español visitó el islote, encontró las planchas de cobre y al oír la historia llamó al islote "Caja de Muertos". Independientemente de la veracidad o no de la leyenda, el nombre de la isla se origina en realidad en su aspecto topográfico que la hacen asemejar un ataúd.
Dos de sus hijos y su mujer están probablemente sepultados en Baltimore: Oscar Almaida [sic], enterrado el 15 de mayo de 1829 al año de vida, Luisa Almeida, enterrada el 3 de octubre de 1832 a los 16 años y fallecida por una "fiebre biliosa" y Teresa Almeida, enterrada el 25 de julio de 1832 a los 42 años.